# Beulich
Beulich là một xã thuộc huyện Rhein-Hunsrück bang Rheinland-Pfalz, phía tây nước Đức. Xã Beulich có diện tích 13,28 km², dân số thời điểm ngày 31 tháng 12 năm 2006 là 518 người.